# 超越次數
在抽象代數中，一個域擴張 {\displaystyle L/K} 的超越次數是 {\displaystyle L} 中在 {\displaystyle K} 上代數獨立子集的極大基數。

## 定義
域擴張 {\displaystyle L/K} 的一組超越基是子集 {\displaystyle S\subset L}，使得 {\displaystyle S} 在 {\displaystyle K} 上代數獨立，而且 {\displaystyle L/K(S)} 是代數擴張。可證明超越基存在，而任兩組超越基的基數皆相同，由此可定義超越次數為超越基底的基數。

## 例子
- 域擴張是代數擴張的充要條件是其超越次數為零。
- 有理函數域 {\displaystyle k(X_{1},\ldots ,X_{n})} 對 {\displaystyle k} 的超越次數為 {\displaystyle n}。
- 對於代數簇的函數域，其超越次數等於代數簇的維度。
- {\displaystyle \mathbb {C} /\mathbb {Q} } 的超越次數是連續統；另一方面，{\displaystyle \mathbb {C} } 代數封閉，因此任何特徵為零的有限生成域都能嵌入 {\displaystyle \mathbb {C} }。

## 與向量空間維度的類比
域與向量空間有下述類比：代數獨立集對應到線性獨立集、超越基對應到基、超越次數對應到維度。證明基的基數唯一時，兩方面都用到基的「交換引理」。任意域上超越基的存在性依賴於選擇公理，向量空間的基底亦同。在模型論中，這兩者可以統一於預幾何的框架下。

## 性質
若 {\displaystyle L/K}、{\displaystyle M/L} 為域擴張，則 {\displaystyle M/K} 的超越次數為 {\displaystyle M/L} 與 {\displaystyle L/K} 的超越次數相加，此點可藉由取超越基的聯集證之。